# Bouhdid Belhadi
Bouhdid Belhadi (arabe : بوحديد بالهادي), né à Hammamet, est un militant tunisien en faveur de la défense des droits LGBT et figure de l'association Shams. Il est également le directeur de la première webradio LGBT dans le monde arabe, « Shams Rad ».

## Biographie
Né à Hammamet, le militant Bouhdid Belhadi est membre de l'association Shams et le directeur de la première webradio LGBT dans le monde arabe, « Shams Rad », lancée en décembre 2017,,,. Après le lancement de « Shams Rad », Belhadi déclare qu'il a reçu 4 700 messages injurieux, dont des menaces de mort et « des imams appelant à ce que je sois battu et tué ». Il déclare qu'il a également été agressé physiquement.
Selon lui, les tunisiens homosexuels sont confrontés non seulement à la discrimination gouvernementale, mais aussi à la discrimination fondée sur l'orientation sexuelle au niveau social. Il a déclaré que le rejet de la famille, la violence dans les espaces publics, la violence au sein des familles, le suicide et les questions qui affectent les droits institutionnels tels que l'accès à la justice et l'accès aux services publics sont également des questions qui ont un impact sur la population LGBT du pays ; il indique également qu'il est pessimiste quant à l'abrogation de l'article 230 du Code pénal.
En 2015, Hadi Sahly, le vice-président de Shams, déclare que Belhadi a reçu des menaces appelant à sa mort lors d'un prêche du vendredi dans une mosquée à Hammamet.
En 2016, il est amené à interrompre ses études et à vivre caché à cause des menaces qu'il a reçues pour un passage télévisé où il a revendiqué les droits des homosexuels.
Le 21 octobre 2017, Belhadi reçoit le Galas LGBT Award 2017 à l'occasion de la huitième édition de la manifestation organisée à la Mansion House de Dublin en Irlande ; ce prix est décerné chaque année aux personnes et associations qui luttent pour les droits LGBT dans les pays qui discriminent ce groupe,.
En 2018, il est agressé par le garde du corps de Rached Ghannouchi à l'ambassade de Malte en Tunisie.
Le 2 avril 2019, il est invité par Mohsen Marzouk, avec Mounir Baatour (président de Shams), en présence de Khaoula Ben Aïcha, députée de son parti Machrouu Tounes ; il lui fait part de son soutien absolu aux droits de la communauté LGBT, étant donné qu'il s'agit d'un droit constitutionnel universel,.
Le 17 mai 2025, Belhadi reçoit le prix francophone LGBTQIA+ de la ville de Paris

## Distinctions
- 2017 : Galas LGBT Award 2017
- 2025 : prix francophone LGBTQIA+ de la ville de Paris